# Стадион Насионал (Перу)
Стадион Насионал (Перу) (шп. Estadio Nacional del Perú) је вишенаменски стадион у Лими, Перу. Отворен је 27. октобра 1952. године и кориштен је за Првенство Јужне Америке у фудбалу 1953. године. Овај стадион са 50.000 места користи Фудбалска репрезентација Перуа. Капацитет му је 40.000 места са додатком од неколико хиљада са ложама и осталим додатним местима.
Стадион је отворен 27. октобра 1953. године и заменио је стари стадион Насионал. Овај стадион је угостио три од шест Првенства Јужне Америке у фудбалу одржаним у Перуу.

### Трагедија 1964.
Перу је био 24. маја 1964. године домаћин Аргентини у квалификацијама за учешће на Олимпијском турниру које су се играле у Токију. Аргентина је водила током већине сусрета али су у задњим минутима Перуанци изједначили. Уругвајски судија Анхел Едуардо Пазос је међутим поништио гол. Гледаоци, којих је било присутно 47.157, су утрчали на терен тражећи правду. Полиција је користила сузавац и физичку снагу да би смирила ситуацију. Излаз из стадиона је био затворен и гледаоци су били заробљени унутар стадиона. Играчи и званична лица су напустила стадион у пратњи полиције. Нереди су се наставили и ван стадиона и председник Перуа Фернандо Белаунде је ванредно стање које је потрајало наредних месец дана. У овим нередима је погинуло 300 а повређено најмање 4.000 лица. Ова трагедија је довела до смањења капацитета стадиона са 53.000 на 45.000.